# سگ ولگرد (داستان کوتاه)
«سگ ولگرد» داستان کوتاهی از صادق هدایت، نویسندهٔ ایرانی است که نخستین بار در سال ۱۳۲۱ با هفت داستان دیگر در مجموعه‌ای به همین نام در تهران منتشر شد. داستان آن دربارهٔ یک سگ اصیل اسکاتلندی به نام پات است که پس از گم کردن صاحبش، سرگردان شده و از انسان‌ها آزار می‌بیند. پات سگی معمولی نیست؛ او در آرزوی بازگشت به دوران کودکی است و در ته چشم‌هایش روحی انسانی دیده می‌شود.
هدایت بیشترِ داستان‌های مجموعهٔ سگ ولگرد را پیش از ۱۳۲۰ نوشته بود، ولی به خاطر ممنوع‌القلم بودن چاپشان مقدور نبود. پس از اشغال ایران در جنگ جهانی دوم در شهریور ۱۳۲۰، با الغای سانسور دولتی، «سگ ولگرد» نیز امکان انتشار یافت. «سگ ولگرد» داستانی کنایی و نمادین است که از زاویهٔ دید دانای کل روایت می‌شود. نقّادان آن را داستانی اگزیستانسیالیستی به‌شمار آورده‌اند و، با بعضی دیگر از داستان‌های هدایت مانند «زنده‌به‌گور» و «تاریک‌خانه»، از آن دسته روان‌داستان‌هایش دانسته‌اند که به شیوهٔ واقع‌گرایی نوشته شده است. روان‌شناسان و افسانه‌شناسان و اخلاقیّون و دانشمندان اجتماعی و فلسفی دربارهٔ «سگ ولگرد» سخن‌ها گفته‌اند. پژوهشگران ادبیات این داستان را با داستان‌های دیگری از زبان‌های دیگر هم سنجیده‌اند.
صادق چوبک و احمد شاملو از سخنورانی هستند که با تأثّر از «سگ ولگرد» آثاری آفریده‌اند. «سگ ولگرد» به چندین زبان نیز ترجمه و منتشر شده است.

## تاریخچه

### نگارش

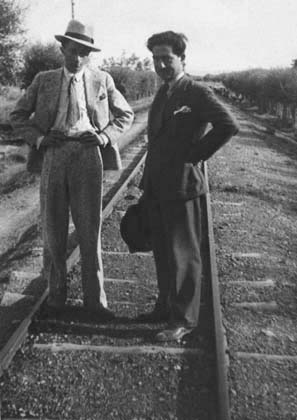
صادق هدایت (چپ) و مجتبی مینوی بر روی خط ریل «ماشین دودی» شاه عبدالعظیم، ۱۳۱۲ خورشیدی (۱۹۳۳ میلادی)

امروزه تاریخ نگارش داستان کوتاه «سگ ولگرد» و هفت داستان دیگرِ مجموعهٔ سگ ولگرد مشخص نیست، اگرچه به‌گفتهٔ محمد بهارلو، این داستان‌ها احتمالاً در خلال سال‌های ۱۳۱۴ تا ۱۳۲۰ نوشته شده‌اند.

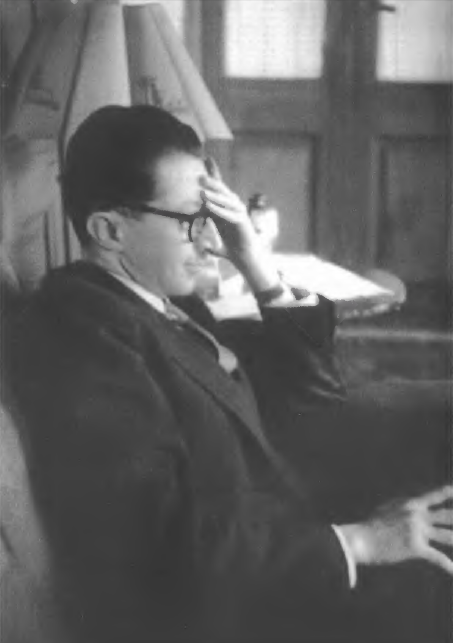
صادق هدایت در سال‌های ۱۳۲۴–۱۳۲۳، عکس از حسن شهیدنورائی

هدایت در دو نامه به مجتبی مینوی و پروفسور یان ریپکا که چند اثر او را به چکی ترجمه کرده است، تلویحاً به نوشتن این داستان‌ها اشاره می‌کند. او در نامه‌ای از بمبئی به لندن به تاریخ ۲۳ بهمن ۱۳۱۵ خورشیدی به مینوی نوشته است: «تقریباً ۲۰ نوول و یک تآتر و یک «بوف کور» و دو سه سفرنامهٔ حاضر چاپ دارم.» نوشتهٔ مشابهی در نامه‌ای که دو هفته قبل از آن در ۹ بهمن ۱۳۱۵ خورشیدی به یان ریپکا نوشته بوده به چشم می‌خورد: «چند سفرنامه و تقریباً ۲۰ نوول حاضر چاپ دارم اما هنوز وسایل چاپ آن‌ها میسر نیست.» به‌گفتهٔ برادران هدایت، عیسی و محمود، صادق هدایت از سال ۱۳۱۴ خورشیدی به مدت پنج تا شش سال ممنوع‌القلم بوده و وزارت معارف و ادارهٔ شهربانی از او تعهد کتبی گرفته بوده‌اند که در ایران اثری را منتشر نکند. اشارهٔ هدایت به میسر نبودن «وسایل چاپ» نیز به دلیل ممنوع‌القلم بودن او بوده است. با این وجود، کم‌تر از یک سال پس از شهریور ۱۳۲۰، با برچیده‌شدن بساط سانسور دولتی، مجموعه‌داستان سگ ولگرد امکان انتشار پیدا می‌کند.
هدایت در نامه‌های خود به مینوی و ریپکا از نوشتن علویه خانم، افسانهٔ آفرینش، «میهن‌پرست» و ترجمهٔ کارنامهٔ اردشیر پاپکان، شکند گمانیک ویچار، گجستهٔ ابالیش و زند وهومن یسن نام برده است. از این آثار، تنها «میهن‌پرست» در مجموعهٔ سگ ولگرد چاپ شده و بقیه به‌صورت مستقل یا در کنار دیگر آثار هدایت چاپ شده‌اند. به گفتهٔ محمد بهارلو مشخص نیست که آیا هشت داستان مجموعهٔ سگ ولگرد جزو بیست «نوول حاضر چاپ» بوده‌اند یا اینکه هدایت بعدها پاره‌ای از این هشت داستان را نوشته و در کتاب سگ ولگرد گنجانده است.

### چاپ

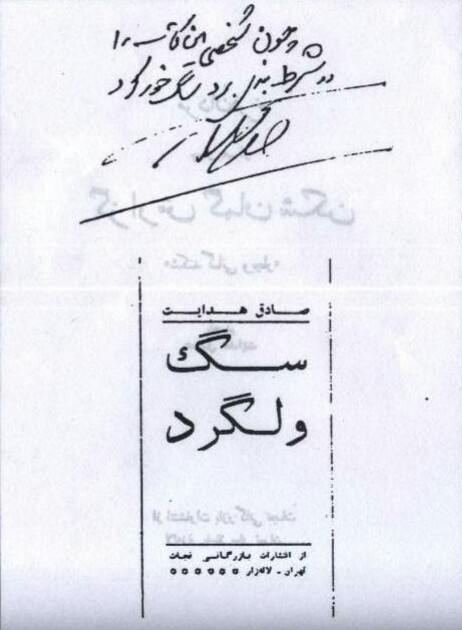
تقدیم‌نامهٔ سگ ولگرد به م. ف. فرزانه با امضا و خط صادق هدایت: «چون شخصی این کتاب را در شرط‌بندی برد سگ خور کرد»

داستان کوتاه «سگ ولگرد» نخستین بار در سال ۱۳۲۱ خورشیدی (۱۹۴۲ میلادی) همراه با هفت داستان دیگر در مجموعهٔ سگ ولگرد توسط انتشارات بازرگانی نجات در تهران منتشر شد. بیشتر داستان‌های مجموعهٔ سگ ولگرد، پیش از ۱۳۲۰ خورشیدی نوشته شده بوده‌اند؛ ولی به دلیل وجود محدودیت، چاپ آن‌ها ممکن نبوده است. سگ ولگرد آخرین مجموعه‌داستانی است که هدایت منتشر کرده است.
داستان کوتاه «سگ ولگرد» بارها توسط ناشران گوناگون در مجموعهٔ سگ ولگرد چاپ شده است که از جملهٔ این چاپ‌ها می‌توان به چاپ انتشارات امیرکبیر در ۱۳۳۸ خورشیدی و چاپ انتشارات جاویدان در ۱۳۵۶ خورشیدی اشاره کرد. داستان کوتاه «سگ ولگرد» چندین بار نیز خارج از مجموعهٔ اصلی چاپ شده است. به‌عنوان نمونه در کتاب‌های: داستان‌نویسان امروز ایران (به انتخاب تورج رهنما، نشر توس، ۱۳۶۳ خورشیدی) و مجموعه‌ای از آثار صادق هدایت (به‌اهتمام محمد بهارلو، نشر طرح نو، ۱۳۷۲ خورشیدی).
در سال ۱۳۸۳ خورشیدی مجموعه‌داستان سگ ولگرد با پیگیری حقوقی بازماندگان صادق هدایت، از بازار کتاب ایران جمع‌آوری شد. به‌گفتهٔ جهانگیر هدایت —برادرزادهٔ صادق هدایت— این کتاب‌ها در سال ۱۳۸۲ خورشیدی توسط «یکی از ناشرها» با بیش از ۲۰۰ تغییر و تحریف، چاپ شده بود. مجموعه‌داستان سگ ولگرد پیشتر در سال‌های ۱۳۷۸، ۱۳۷۹ و ۱۳۸۱ خورشیدی توسط انتشارات قطره، راضیه، قصه‌گو، آزادمهر، پندنامک، و جامه‌دران منتشر شده بوده است.

### به دیگر زبان‌ها
داستان کوتاه «سگ ولگرد» تاکنون به زبان‌های، انگلیسی، آلمانی، فرانسوی، ترکی استانبولی، کُردی (۲ ترجمه)، ارمنی، بلغاری، و قزاقی ترجمه و منتشر شده است. جهانگیر هدایت، «سگ ولگرد» را اولین داستان صادق هدایت به‌شمار آورده که به چندین زبان ترجمه شده است.

## خلاصهٔ داستان
پات سگ اسکاتلندی اصیل و نازپرورده‌ای است. تشابه زیادی میان چشم‌های او و چشم‌های انسان وجود دارد. پات همچون موجودی که «در ته چشم‌های او یک روح انسانی دیده می‌شود» توصیف شده است. او حتی به گوشت‌خواری اجدادش عادت نداشته و بوی شیربرنج و خاطرهٔ شیر مادرش را ترجیح می‌دهد. پات دلش برای گرما، آرامش، و امنیت دوران کودکی تنگ شده است.
روزی پات به همراه صاحبش برای کاری به شهر ورامین می‌رود. پس از این‌که او بوی سگی ماده را احساس می‌کند به دنبال این سگ ماده رفته و از صاحبش جدا می‌شود. در نهایت پس از ناتوانی در یافتن صاحبش و کتک‌خوردن و شکنجه‌های بسیاری که از جانب مردم به وی روا داشته شده بود، تا جان در بدن داشت به دنبال اتومبیل فردی که به وی کمی غذا داده بود، دویده و در نهایت از فرط خستگی و شکستگی روانش، و همچنین از فرط اذیت و آزار، از پای افتاده و جان می‌دهد. داستان، شرح امیدها و هراس‌های اوست در حالی که قساوت و ظلم بی‌رحمانه‌ای را تحمل می‌کند. در پایان، سه کلاغ برای درآوردن چشم‌های میشی پات بالای سر او پرواز می‌کنند.

## سبک
«سگ ولگرد» داستان کوتاهی رمانتیک، کنایی، نمادین و به تعبیر جلال آل‌احمد، سیاسی است که از زاویهٔ دید دانای کل یا سوم شخص مفرد روایت می‌شود. روایت به‌شیوهٔ دانای کل، یعنی نویسنده یا راویِ داستان به‌عنوان شخصیت در آن نقشی را برعهده ندارد و همهٔ اعمال و افکار شخصیت‌ها را از بیرون، مشاهده و تشریح می‌کند. ساختار داستان «سگ ولگرد» ساده و روایی است. طرح و نقشه (پیرنگ) داستان به گونه‌ای است که پات، بیش از یک سگ معمولی به نظر می‌رسد. حضور «منِ» نویسنده در داستان و به‌ویژه در تشبیه‌هایی که با هدف برانگیختن حساسیت خواننده گنجانده شده است، محسوس است. این «من» در لحن کلام نویسنده (کیفیت روانی سبک او) منعکس است.
صادق هدایت در داستان کوتاه «سگ ولگرد» مانند داستان‌های کوتاهی چون «زنده‌به‌گور»، «بن‌بست»، و «تاریک‌خانه» از تکنیک‌های واقع‌گرایی برای ارائهٔ یک روان‌داستان بهره برده است. به‌گفتهٔ کاتوزیان، مهم‌ترین ویژگی روان‌داستان‌های صادق هدایت (چه داستان‌هایی که در آن‌ها از تکنیک‌های واقع‌گرایانه و چه داستان‌هایی که در آن‌ها از تکنیک‌های فراواقع‌گرایانه استفاده شده است)، این است که در آن‌ها مسائل فلسفی، هستی‌شناختی، روان‌شناختی، و تا اندازهٔ کم‌تری جامعه‌شناختی جایگاهی عمده دارند. همچنین در روان‌داستان‌های هدایت، ارزش و اهمیتِ داستانی، نسبت به داستان‌های دیگر او کم‌تر است. موضوع آن‌ها (یا وجوه عمده‌ای از آن) جهان‌شمول بوده و از این روی به زمان و مکان ویژه‌ای مقید نیستند.

## نقدها و دیدگاه‌ها
این داستان از دیرباز مورد توجه منتقدان و نویسندگان بوده است.

### نقد اخلاقی
در داستان «سگ ولگرد» سه لایه تشخیص داده می‌شود: لایهٔ اول، حکایتی از رفتار انسان با حیوان است، از بی‌رحمی بشر نسبت به حیوانِ بی‌آزار  ———  شاید چنان‌که سکویل وست می‌گوید  ———  بیشتر به خاطر نادانی و ناآگاهی‌اش نسبت به درد و رنجی که می‌رساند.
لایهٔ دوم، موضوعِ رنج مضاعف پات است از کتک خوردن و گرسنگی کشیدن و در عین حال روزگار امن و آسایش و عزتش را به‌خاطر آوردن. لایهٔ سوم اما نوستالژی بهشت گمشدهٔ کودکی و  ———  از آن کامل‌تر  ———  زهدان مادر است که در آن، نه نیاز وجود دارد نه ترس نه آگاهی و نه بیگانگی و این لایهٔ سوم است که آشکارا جنبهٔ تمثیلی یا الگوریک داستان را نشان می‌دهد؛ یعنی مشکلی روان‌شناختی و هستی‌شناختی که هم سگ هم انسان ممکن است با آن رو به رو باشند یا رو به رو شوند؛ مشکلِ از دیگران بیگانه بودن، حتی از خود بیگانه بودن
 ———  محمدعلی همایون کاتوزیان

به‌گفتهٔ محمد بهارلو، نویسنده و منتقد، هدایت در «سگ ولگرد» نیز مانند رسالهٔ «انسان و حیوان» و نخستین داستان کوتاهش، «زبانِ حالِ یک الاغِ در وقتِ مرگ»، به همان حقیقت «برابر دانستن ارزش وجودی انسان و حیوان، و محکوم کردن ظلم و شقاوتی که آدم‌ها نسبت به حیوان‌ها روا می‌دارند»، نظر داشته است. او می‌گوید، هدایت نه‌تنها کسانی که پات را آزار می‌دهند، بلکه همهٔ افراد جامعه را به حیوان‌آزاری متهم کرده و آن‌ها را شریک جرم می‌داند. به‌گفتهٔ بهارلو، نقطهٔ پایان «سگ ولگرد»، مانند بیشتر داستان‌های هدایت، مرگ است.

محمد علی همایون کاتوزیان، منتقد ادبی و استاد دانشگاه آکسفورد می‌نویسد:
هدایت سال‌ها پیش از نوشتن «سگ ولگرد»، زمانی که حدوداً بیست و دو ساله بوده است، در رسالهٔ «انسان و حیوان» نیز ضمن دفاع از حقوق جانوران به استبداد و رفتار بدون ضابطهٔ انسان‌ها با جانوران پرداخته بوده است.
 کاتوزیان، داستان «سگ ولگرد» را تنها روایتی از رفتار بی‌رحمانه با جانواران ندانسته و دو لایهٔ دیگرِ به‌یاد آوردن روزگار آسایش، و نوستالژیِ دورانِ خوشِ کودکی را نیز مورد بررسی قرار داده است.

### نقد روان‌شناسانه
به‌گفتهٔ شریفی ولدانی، استاد دانشگاه اصفهان، و چهارمحالی، دانشجوی دکتری زبان و ادبیات فارسی، بازتاب کهن‌الگوها و به‌ویژه آنیما در روان‌شناسی یونگ، در چند صحنه از داستان به‌چشم می‌خورد. به‌عنوان نمونه در توجه پات به جفت مادهٔ خود در آن بخش از داستان که او به‌پیروی از رفتارهای غریزی‌اش، صاحب خود را رها می‌کند. به‌باور شریفی ولدانی و چهارمحالی، هدایت در «سگ ولگرد» مانند بوف کور به جنبهٔ منفی آنیما توجه داشته است.
به‌گفتهٔ کاتوزیان، آرزوی بازگشت به کودکی که در بوف کور و داستان کوتاه «زنده‌به‌گور» وجود دارد، در «سگ ولگرد» به حد اعلای خود رسیده و به مرحلهٔ شیرخوارگی کشیده می‌شود. از دیدگاه کاتوزیان، بازگشت به دوران شیرخوارگی یا حتی بازگشت به درون رحم که به دلیل نبود خاطره، درد و رنجی هم نمی‌توان برایش متصور بود، دورهٔ پیش از آگاهی و مرحلهٔ پیش از به‌وجود آمدن عقدهٔ ادیپ است که در داستان‌های کوتاه «سگ ولگرد» و «تاریک‌خانه» پدیدار می‌گردد. شریفی ولدانی و چهارمحالی نیز احساسات پات به مادرش که با بوی شیربرنج تداعی می‌شود را بازتابی از عقدهٔ ادیپ می‌دانند. هرچند که به‌گفتهٔ آنان، اگرچه در این داستان خبری از حسادت به پدر نیست، ولی بازتابِ بخش عمده‌ای از عقدهٔ ادیپ یعنی «کشش به مادر» را می‌توان در افکار پات یافت.

### نقد تطبیقی
کرم نایب‌پور، استاد دانشگاه آزاد اسلامی واحد کلیبر، و نغمه ورقائیان، دانشجوی دکتری دانشگاه فنی کارادنیز، به بررسی تطبیقی «سگ ولگرد» و دو رمان تیمبوکتو (۱۹۹۹) (از پل استر) و روسلان وفادار (۱۹۷۵) (از گئورگی ولادیموف) و مضمون‌های مشترک آن‌ها شامل: تقابل جامعه و سگ، وظیفه‌شناسی و مسئولیت‌پذیری، تنهایی و یتیمانگی و تجسم روح انسانی در شخصیت‌ها پرداخته‌اند. به‌گفتهٔ آن‌ها، در هر سه داستان، نوعی تقابل میان شخصیت‌ها و جامعه وجود دارد و هر سه سگ (پات، مستر بونز، و روسلان) گرفتار و زندانی جامعه‌ای هستند که آن‌ها را به بندگی واداشته و زندگی‌شان را تا لحظهٔ آخر تحت تأثیر قرار می‌دهد. همچنین در خدمتِ صاحب بودن و مطابق خواستهٔ او رفتار کردن، ویژگی مشترک هر سه سگ دانسته شده است. به‌گفتهٔ نایب‌پور و ورقائیان، این حسِ وظیفه‌شناسی، چنان در جسم و روح سگ‌ها جای گرفته که انگار بخشی از وجود آن‌هاست. تنهایی و یتیمانگی، ویژگیِ مشترکِ دیگرِ این سه سگ دانسته شده است؛ چرا که هر سه سگِ این داستان‌ها به‌گونهٔ یتیمانه‌ای تنها هستند. تجسم روح انسانی آخرین ویژگی مشترک سه سگ است که توسط نایب‌پور و ورقائیان بررسی شده است. به‌گفتهٔ آن‌ها، پات، مستر بونز و روسلان، هر سه تمثیلی از انسانِ تنها و آواره‌ای هستند که حاکمیت اقتداری (هژمونیک) نظام سیاسی، صورت‌بندی اجتماعی–اقتصادی سرمایه‌داری، و به‌ویژه دستگاه ایدئولوژیگ طبقهٔ حاکم، فردیت آن‌ها را گرفته و پس از استثمار دورشان انداخته است.

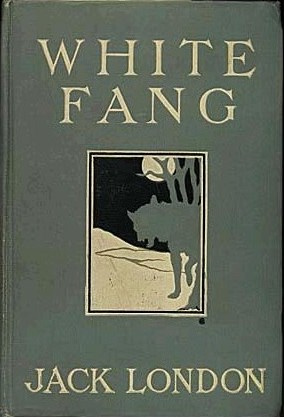
رمان سپید دندان از جمله کارهایی است که منتقدان به بررسی شباهت‌های آن با «سگ ولگرد» پرداخته‌اند.

مصطفی صداقت‌رستمی، منتقد ادبی، دو داستان «سگ ولگرد» و سپیددندان را در چهار زمینهٔ آغاز داستان، زاویهٔ دید، کشمکش، و درون‌مایه و محتوا به یکدیگر شبیه دانسته است. برپایهٔ نوشتهٔ صداقت‌رستمی، هر دو داستان با توصیف مکان وقوع رویدادها آغاز می‌شوند؛ هر دو از زاویهٔ دیدِ بیرونی و شخصی (سوم شخص مفرد) بیان می‌شوند؛ در هر دو داستان کشمکش‌هایی میان حیوان با انسان و حیوان با حیوان (تنازع برای بقا) وجود دارد؛ همچنین، بی‌رحمی و شقاوت انسان‌ها، اولویت نیاز جنسی به نیازهای طبیعی و انسانی، کمبود محبت در جامعه، مرگ و مرگ‌اندیشی، رابطهٔ نیاز جنسی با مرگ و مهر و عاطفه نسبت به جانوران، برخی از جنبه‌های مشترکِ دو داستان دانسته شده‌اند.
جان‌الله کریمی مطهر، استاد دانشگاه تهران، با بررسی تطبیقی «کاشتانکا»، نوشتهٔ آنتون چخوف و «سگ ولگرد»، آن‌ها را بسیار شبیه ولی با جهان‌بینی‌های متفاوتی دانسته است. گم کردن صاحب در آغاز، از شباهت‌ها و چگونگی پایان یافتن داستان از تفاوت‌های دو داستان است که کریمی مطهر به آن‌ها اشاره کرده است.
روح‌الله روزبه کوهشاهی، استاد دانشگاه ولی‌عصر رفسنجان، با تکیه بر روش توصیفی–تحلیلی مکتب ادبیات تطبیقی، به بررسی دو داستان «سگ ولگرد» و مسخ نوشتهٔ فرانتس کافکا، از زاویهٔ دید اگزیستانسیالیسم پرداخته است. کوهشاهی، «تنهایی»، «پوچی»، «مرگ»، «ناامیدی»، و «شکست» را از شباهت‌های بنیادی این دو داستان دانسته است. به‌باور روزبه کوهشاهی، هدایت در «سگ ولگرد» همانند کافکا، قهرمان خود را از میان جانوران انتخاب می‌کند. این سگ همانند سوسکِ داستانِ مسخِ کافکا نمادین است و هدایت، انسانی را در پوستین سگ به تصویر کشیده است. به‌گفتهٔ روزبه کوهشاهی، این گزینشِ قهرمان از میان جانوران، بهترین راه برای نشان دادن تنهایی و انزوای سوژهٔ انسانی می‌باشد که هر دو نویسنده هم از آن آگاه هستند. روزبه کوهشاهی بدبینی کافکا را به‌مراتب بیشتر و جدی‌تر از بدبینی هدایت دانسته است؛ چرا که در مسخ، نزدیکان گرگور زامزا (پدر، مادر، و خواهرش) هستند که به او ظلم و ستم روا می‌دارند، در حالی که در «سگ ولگرد» افراد دیگری در حق پات، ستمگری می‌کنند.

### بررسی اسطوره‌شناختی
به‌باور شریفی ولدانی و چهارمحالی، صادق هدایت با موضوع قرار دادن سگ، به پیشینهٔ اسطوره‌ای آن در آیین‌های کهن ایرانی نظر داشته است. آن‌ها دو دلیل را در این زمینه ارائه کرده‌اند. دلیل نخست، بازتاب رسم کهن «سگ–دید» در داستان کوتاه «تخت ابونصر» در مجموعهٔ سگ ولگرد است. آن‌ها بازتاب این آیین را که در اوستا هم به آن اشاره شده است، نشانه‌ای از ذهنیت هدایت نسبت به پیشینهٔ سگ در اسطوره‌ها و ادیان باستانی ایرانی دانسته‌اند.
دلیل دیگرِ ارائه شده توسط شریفی ولدانی و چهارمحالی، عنوان داستان است. به‌باور آن‌ها، به‌نظر می‌آید که هدایت، نخست عبارت «سگ ولگرد» را به‌عنوان صفتی منفی و منفور از زبان مردم کوچه و بازار گرفته است و سپس در ذهن خود به پیشینهٔ سگ ولگرد در اوستا و نوشته‌های دینی زرتشتی و اساطیر ایران توجه داشته است. شریفی ولدانی و چهارمحالی در این زمینه به پیشینهٔ آشنایی صادق هدایت با اوستا و نوشته‌های پهلوی استناد کرده‌اند و معتقدند که نباید به جنبهٔ اسطوره‌ای عنوان داستان بی‌توجه بود. آن‌ها پس از اشاره به آنچه دربارهٔ رفتار با سگ ولگرد در فرگرد سیزدهم وندیداد اوستا آمده است، چنین نتیجه گرفته‌اند که با توجه به پیشینهٔ سگ در اساطیر و حرمتی که پات به عنوان سگی اسکاتلندی در کشور خود داشته است، شاید انتظار داشته که در ایران نیز جامعه به‌جای آزار و اذیت، با او به نیکی رفتار کند؛ بنابراین هدایت با توصیف احوال پات در پی جلب ترحمی است که جامعه باید به او ابراز کند.

### نقدهای اجتماعی
به‌گفتهٔ طاهری و اسمعیلی‌نیا، در داستان «سگ ولگرد»، اجتماعی تهی از احساسات و عواطف انسانی و سرشار از خشونت و بی‌رحمی تصویر شده است؛ اجتماعی که آزار و اذیت و تنهایی موجودات در آن امری طبیعی است.
احسان طبری از دوستان و هم‌عصران نویسنده، در اشاره‌ای گذرا بیان می‌کند که هدایت در نویسندگی به دنبال شناخت و پرداخت نمونه‌های انسانی اصیل ایرانی رفت اما همیشه این کارش از روی عشق نبوده؛ گاه به قصد نشان دادن زشتی‌ها و ابتذال روحیِ این نمونه‌ها بود. انسان‌ها در نوشته‌های هدایت، معمولاً نازیبا و مسخ شده‌اند. در «سگ ولگرد» محبت هدایت به سگ، گاه بیش از محبت او به برخی انسان‌ها است. بزرگ علوی مرد مهربانی را که به پات غذا می‌دهد خودِ صادق هدایت می‌دانسته.
به‌گفتهٔ جلال آل احمد، «سگ ولگرد» استعاره‌ای سمبلیک و کنایه‌ای از خودِ هدایت است. آل احمد همچنین «سگ ولگرد» را داستانی سیاسی دانسته است. او در کتاب در خدمت و خیانت روشنفکران چنین می‌نویسد:
و به این دلیل عالی‌ترین کار هدایت همان «سگ ولگرد» می‌ماند که متعلق به عالم دیگری است و ارباب دیگری داشته و در این عالم واقعِ ما، غریبه افتاده و محکوم به لطمه خوردن و کنار جاده‌ای از نفس افتادن است؛ و این خود بزرگ‌ترین استعاره است در تأیید آنچه در باب روشنفکران غرب‌زده می‌توان گفت؛ که در این محیط بومی نشسته‌اند اما از آن بیگانه‌اند؛ و مدام هوای جای دیگر –و ارباب دیگری– را به‌سر دارند. عین خیام که فقط هوای ملکوت را بسر داشت.— جلال آل احمد، در خدمت و خیانت روشنفکران، جلد اول، صفحه‌های ۱۵۶ و ۱۵۷
کاتوزیان برخلاف آنچه آل احمد نوشته است، پات را نمونه‌ای از روشنفکران غرب‌زده ندانسته است و بیگانگی هدایت را نه بیگانگی خواسته‌شده، که بیگانگی تحمیل‌شده نامیده است. کاتوزیان، پات را نمادی از خود هدایت خوانده و داستان را زندگی‌نامهٔ هدایت به قلم خود او دانسته است. از دیدگاه کاتوزیان، هدایت خود را در دید مذهبیان همچون سگی نجس تصور کرده که آنقدر باید کتک خورده و خود را در خویش حبس کند تا طرد شده و بمیرد. کاتوزیان همچنین سه کلاغی را که در انتهای داستان در انتظار درآوردن چشم‌های میشی پات هستند، به‌ترتیب نماد شاه و سیاستمداران، روشنفکران، و مذهبی‌ها و مردم عامی دانسته است که برای مرگ هدایت لحظه‌شماری می‌کردند.
اسد نصیری، منتقد، نقطهٔ اوج داستان را زمانی توصیف می‌کند که پات به فرض یافتن صاحبی جدید به دنبال اتومبیل فردی که به او غذا داده بود، می‌دود و در نتیجه همین تعقیب جان می‌دهد. وی پات را دارای روحی بلند و انسانی توصیف کرده که به جبر سرنوشت دچار گردیده است. جهانگیر هدایت، برادرزادهٔ صادق هدایت، برداشت خود را از این داستان این‌گونه ارائه می‌دهد: «در این داستان، ایران چون سگی شده است که امنیت و آسایشش را از دست داده است. ایران تبدیل به سگ ولگردی شده است که با چشم‌های میشی التماس می‌کرد، کتک می‌خورد و در انتها، سه کلاغ نیز در انتظار این بودند که چشم‌هایش را درآورند.»
ماهنامهٔ ایرانیان ادمونتون این اثر را این‌گونه نقد می‌کند که هدف و موضوع اصلی هدایت در این داستان، نه پات، بلکه اعتراض به این موضوع است که میل برای آزادی تنها برای انسان‌ها شایسته و محترم شمرده می‌شود و برای حیوانات تنها نتیجه‌ای تراژیک دربردارد.

### نقد فلسفی
حسین فتحی، استاد دانشگاه ولی عصر رفسنجان، به نقد «سگ ولگرد» در چارچوب نظریهٔ نشانه‌شناسی و از زاویهٔ دید مرکززداییِ سوژه که از مفاهیم پایه‌ای فلسفهٔ پساساختارگرایی می‌باشد، پرداخته است. به‌گفتهٔ فتحی، هدایت، خود در پیام کافکا به‌روشنی به مرکززدایی و انزوای سوژه اشاره کرده و آن را این‌چنین به‌تصویر کشیده است:
انسان یکه و تنها است و بی‌پشت و پناه است و در سرزمین ناسازگاری زیست می‌کند که زاد و بوم او نیست. با هیچ‌کس نمی‌تواند پیوند و دلبستگی داشته باشد؛ خودش هم می‌داند چون از نگاه و وجناتش پیداست. می‌خواهد چیزی را لاپوشانی بکند، خودش را به‌زور جابزند، گیرم مچش باز می‌شود. می‌داند که زیادی است. حتی در اندیشه و کردار و رفتار هم آزاد نیست… می‌خواهد خودش را تبرئه بکند، از دلیلی به دلیل دیگر می‌گریزد، اما اسیر دلیل خودش است.— هدایت، پیام کافکا، ۱۳۴۲: ۱۳–۱۲
به‌باور فتحی، دلیل انزوای پات در داستان «سگ ولگرد»، از دست‌دادن خدا-صاحب یا از نظر نشانه‌شناختی، منشأِ معنا و هویت است. فتحی می‌نویسد، پات با ورود به دنیای جدید، از جایگاه سوژه‌ای خود جدا شده و وارد جایگاه سوژه‌ای کاملاً متفاوتی می‌شود. او سپس، تلاش برای رمزگذاری نمادین دنیای جدیدش و یافتن صاحبش را آغاز می‌کند؛ اما نه‌تنها در این‌کار به توفیقی دست نمی‌یابد، بلکه از کشف رمزگان‌های دنیای جدید نیز ناتوان است و از نداشتنِ مرکز رنج می‌برد. فتحی این مسائل را دلیل انزوای بیش از پیش پات، و جابه‌جایی از یک جایگاه سوژه به جایگاهی دیگر را دلیل مرگ سوژه-سگ در پایان داستان می‌داند.
سید کاظم موسوی، استاد دانشگاه شهرکرد، و فاطمه همایون، کارشناس ارشد زبان و ادبیات فارسی، به بررسی تأثیر اندیشه‌های اگزیستانسیالیستی و معنای نوستالژی از دید سارتر در «سگ ولگرد» پرداخته‌اند. به‌گفتهٔ آن‌ها، هدایت موقعیتی را که سارتر برای انسان در این جهان ترسیم می‌کند، به‌طور کامل در «سگ ولگرد» به‌تصویر کشیده است. موسوی و همایون، مسائلی مانند «آزادی و سرگردانی»، «وانهادگی، تنهایی و دلهره»، «بیچارگی»، و «نوستالژی» را از میان بنیان‌های اندیشهٔ اگزیستانسیالیسم سارتر، در «سگ ولگرد» مورد بررسی قرار داده‌اند. روح‌الله روزبه کوهشاهی نیز به بررسی مسخ فرانتس کافکا و «سگ ولگرد» از دیدگاه اگزیستانسیالیسم پرداخته است. او این دیدگاه را مانند پلی می‌داند که هدایت را به کافکا وصل می‌کند. روزبه کوهشاهی انتخاب قهرمانان از میان جانوران را دلیلی برای به‌تصویر کشیدن تنهایی و بی‌کسی انسان می‌داند. به‌باور او، هر دو قهرمان این داستان‌ها نمادین بوده و مظهر آفرینندگانشان هستند. روزبه کوهشاهی این قهرمانان را مرکززادیی‌شده می‌داند که به‌گفتهٔ او، نشان‌دهندهٔ این نکته است که رفتاری که جهانیان با آن‌ها می‌کنند همانند حیوانات است و آنان هویت و مرکزیت خود را در گیرودار زندگی و در تعامل و تبادل با افراد از دست داده‌اند و به حیوان تنزل یافته‌اند.

## تأثیرها و تأثرها

### تأثیرهای «سگ ولگرد»
به‌گفتهٔ غلامحسین شریفی ولدانی و محمد چهارمحالی، به‌نظر می‌رسد که «انتری که لوطی‌اش مرده بود» نوشتهٔ صادق چوبک، در واقع تقلیدی هنری از «سگ ولگرد» هدایت است. به‌گفتهٔ شریفی ولدانی و چهارمحالی، مهدی اخوان ثالث در شعر «جادهٔ نمناک» که در سوگ صادق هدایت سروده است، از «سگ ولگرد» هم یاد می‌کند:
... زنی گم کرده بویی آشنا و آزار دلخواهی؟

سگی ناگاه دیگر بار

وزیده بر تنش گمگشته عهدی مهربان با او

چنانچون پار یا پیرار؟...
همچنین شعر «هنوز در فکر آن کلاغم»، سرودهٔ احمد شاملو نیز تقلیدی از پایان داستان «سگ ولگرد» دانسته شده است.

### تأثیرها بر «سگ ولگرد»
جلال آل احمد «سگ ولگرد» را تأثیرپذیرفته از «کاشتانکا» ی آنتون چخوف دانسته است. به‌گفتهٔ کریمی مطهر نیز شباهت این دو داستان بسیار زیاد است و این احتمال وجود دارد که «کاشتانکا» موجب پیدایش «سگ ولگرد» شده باشد، هرچند که هدایت، «سگ ولگرد» را با جهان‌بینی دیگری نوشته است. چرا که برخلاف «سگ ولگرد»، «کاشتانکا» دارای پایانی خوش است. به‌گفتهٔ او اگرچه ترجمهٔ فارسی «کاشتانکا» نخستین بار در سال ۱۳۳۷ خورشیدی یعنی پانزده سال پس از انتشار «سگ ولگرد» منتشر شده است، ولی به‌نظر می‌آید هدایت ترجمهٔ فرانسوی یا آلمانی «کاشتانکا» را پیش‌تر خوانده بوده است.
روح‌الله روزبه کوهشاهی پس از بررسی شباهت‌های «سگ ولگرد» و مسخِ فرانتس کافکا، تأثیرپذیری هدایت از این نویسنده را محتمل دانسته است. مصطفی صداقت‌رسمی نیز پس از بررسی شباهت‌های «سگ ولگرد» و رمان سپید دندانِ جک لندن، معتقد است که، اگرچه «سگ ولگرد» در سال ۱۳۲۱ خورشیدی منتشر شده و سپیددندان نخستین بار در سال ۱۳۳۱ خورشیدی از فرانسه به فارسی ترجمه شده است، ولی به‌نظر می‌رسد هدایت پیش از انتشار ترجمهٔ فارسیِ سپید دندان، متن انگلیسی آن را خوانده است.
سید کاظم موسوی و فاطمه همایون، فرضیه تأثیرپذیری هدایت در «سگ ولگرد» از اگزیستانسیالیسم ژان پل سارتر را طرح کرده‌اند. به‌گفتهٔ آن‌ها، اگزیستانسیالیسم از جمله مکتب‌هایی است که مورد توجه هدایت بوده است. موسوی و همایون، «پات» را نمادی از رنج و بیچارگی انسان‌ها و نشان‌دهندهٔ نگاه اگزیستانسیالیستی هدایت و تأیید مبانی اندیشگی سارتر، که در آن نوستالژی مهم‌ترین عامل نابودکنندهٔ زندگی و وجود آدمی تعریف شده است، دانسته‌اند.

## اهمیت ادبی
کاتوزیان، «سگ ولگرد» را یکی از بهترین داستان‌های هدایت و یکی از بهترین روان‌داستان‌هایش به‌شمار آورده است. او ارزش این داستان را در تحلیل افکار پات، سگی که نه تنها از کسی محبت نمی‌بیند، بلکه به‌طور پیوسته در معرض ظلم و بی‌رحمی است، دانسته است.
به‌گفتهٔ محمد بهارلو، داستان کوتاه «سگ ولگرد» و هفت داستان دیگر مجموعهٔ سگ ولگرد که از آخرین داستان‌های صادق هدایت بوده و در فاصلهٔ سی تا چهل‌سالگی او نوشته شده‌اند، محصول زندگی خلّاق هدایت هستند و توانایی ذوق‌ورزی و آفرینندگی او را نشان می‌دهند. بهارلو همچنین راوی این داستان‌ها را راویِ عمیقی نامیده است که در زیر پوستهٔ واقعیت‌ها و در عمق وجود آدم‌ها کاوش می‌کند.

## منبع‌شناسی
در جلد نخست کتاب‌شناسی نقد و بررسی ادبیات داستانی معاصر نوشتهٔ فاطمه فرهودی‌پور، ۹ مقاله در موضوع سگ ولگرد معرفی شده است. چهار نمونه از مقاله‌های دربارهٔ داستان کوتاه «سگ ولگرد» عبارتند از:
- نگاه جامعه شناختی به داستان سگ ولگرد و بن‌بست، محمدعلی همایون کاتوزیان، ایران‌شناسی، بهار ۱۳۸۲، شمارهٔ ۵۷، صص ۷۴–۸۴:

این مقاله یکی از مهم‌ترین و ارزشمندترین مقاله‌های نوشته‌شده دربارهٔ «سگ ولگرد» دانسته شده است که نویسندهٔ آن، داستان را به‌عنوان یک روان‌داستان مورد نقد و بررسی قرار داده است.
- سگ ولگرد از ولگردی تا رهایی، اسد نصیری، حافظ، آبان ۱۳۸۴، شمارهٔ ۲۰، ص ۲:

نوشتهٔ کوتاهی است که در آن، پات نماد انسان مرفهی معرفی می‌شود که از زندگی تجملی‌اش جدا شده است.
- اگزیستانسیالیسم هدایت و بن‌بست نوستالژی در سگ ولگرد، سیدکاظم موسوی و فاطمه همایون، ادب‌پژوهی، زمستان ۱۳۸۸، شمارهٔ ۱۰، صص ۱۵۶–۱۳۷:

این مقاله، داستانِ «سگ ولگرد» را شرح زندگی انسانی می‌داند که مشکل‌ها، اندیشه‌ها، و نگرانی‌های او در شکل یک سگ تصویر شده است و در آن از آزادی، که موجب سرگردانی او می‌شود و همچنین از احساس دلهره، وانهادگی، نوستالژی، بیچارگی، و تنهایی او سخن به‌میان رفته است.
- نشانه‌شناسی مرکززدایی و انزوای سوژه در داستان سگ ولگرد، حسین فتحی، ادب‌پژوهی، بهار ۱۳۹۰، شمارهٔ ۱۵، صص: ۸۳–۹۶:

در این مقاله، داستان از دید پساساختارگرایی و زبان‌شناسی سوسوری مورد بررسی قرار گرفته است و مرگ سوژه (سگ یا پات) ناشی از عدم شناخت نشانه‌ها و رمزهای ارتباطی با صاحبش دانسته شده است.
به‌گفتهٔ شریفی ولدانی و چهارمحالی، می‌توان مقاله‌های دیگری را دربارهٔ «سگ ولگرد»، از نوع علمی–پژوهشی تا روزنامه‌ای، در وبگاه‌های معتبر علمی یافت.

### کتاب‌ها
- بهارلوییان، شهرام؛ اسماعیلی، فتح‌الله (۱۳۷۹). شناخت‌نامهٔ صادق هدایت. تهران: قطره. ص. ۶۳۵. شابک ۹۶۴-۳۴۱-۰۸۰-۳.
- پروست، مارسل (۱۳۷۸). در جستجوی زمان ازدست‌رفته، کتاب چهارم: طرف گرمانت ۲. ترجمهٔ مهدی سحابی. تهران: مرکز. ص. ۳۶۶. شابک ۹۶۴-۳۰۵-۰۰۹-۲.
- حبیبی آزاد، ناهید (۱۳۸۶). کتابشناسی صادق هدایت. تهران: قطره و شهاب. ص. ۲۸۸. شابک ۹۷۸-۹۶۴-۳۴۱-۶۹۷-۳.
- طلوعی، محمد (۱۳۷۸). نابغه یا دیوانه. تهران: علم. شابک ۹۶۴-۴۰۵-۰۳۵-۵.
- فرزانه، م.ف. (۱۳۸۰). آشنایی با صادق هدایت. تهران: مرکز. ص. ۵۲۵. شابک ۹۶۴-۳۰۵-۰۱۹-X.
- فرهودی‌پور، فاطمه (۱۳۹۲). کتاب‌شناسی نقد و بررسی ادبیات داستانی معاصر. ج. ۱. زیر نظر حسن میرعابدینی. تهران: فرهنگستان زبان و ادب فارسی. ص. ۱۹۹. شابک ۹۷۸-۶۰۰-۶۱۴۳-۴۲-۲. بایگانی‌شده از اصلی در ۲۰ اوت ۲۰۱۶. دریافت‌شده در ۴ فوریه ۲۰۱۶.
- کاتوزیان، محمدعلی همایون (۱۳۷۷). صادق هدایت از افسانه تا واقعیت. ترجمهٔ فیروزه مهاجر. تهران: طرح نو. ص. ۳۸۹. شابک ۹۶۴-۵۶۲۵-۴۹-۱.
- کاتوزیان، محمدعلی‌همایون (۱۳۸۱). صادق هدایت و مرگ نویسنده. تهران: مرکز. ص. ۱۸۹. شابک ۹۶۴-۳۰۵-۱۱۶-۱.
- گلبن، محمد. کتاب‌شناسی صادق هدایت. تهران: توس.
- هدایت، صادق (۱۳۷۹). هشتاد و دو نامه به حسن شهیدنورائی. با مقدمه و توضیحات ناصر پاکدامن. پاریس: کتاب چشم‌انداز. ص. ۳۲۱.
- هدایت، صادق؛ بهارلو، محمد (۱۳۸۰). سگ ولگرد صادق هدایت با مقدمهٔ محمد بهارلو. تهران: قطره. ص. ۱۶۶. شابک ۹۶۴-۳۴۱-۰۲۲-۶.

### مقاله‌ها
- اصلاح‌پذیر، بهمن (تیر ۱۳۸۸). «بازخوانی سگ ولگرد به مناسبت ۵۸ سال نبود او». چیستا. پایگاه مجلات تخصصی نور (۲۶۰): ۸۳–۹۵. دریافت‌شده در ۲۴ مارس ۲۰۱۶. (نیازمند آبونمان)
- چهارمحالی، محمد؛ شریفی ولدانی، غلامحسین (پاییز و زمستان ۱۳۹۳). «بازتاب اسطوره در سگ ولگرد هدایت». نشریهٔ ادب و زبان. مگ‌ایران (۳۶): ۲۳۳–۲۵۵. شاپا 1727-2106. دریافت‌شده در ۳۱ دسامبر ۲۰۱۵. (نیازمند آبونمان)
- دیده‌ور، محمد (خرداد ۱۳۸۳). «در وادی ادبیات داستانی». ادبیات داستانی. پایگاه مجلات تخصصی نور (۸۰): ۲–۷. شاپا 3563-1023. دریافت‌شده در ۱ ژانویهٔ ۲۰۱۶. (نیازمند آبونمان)
- روزبه کوهشاهی، روح‌الله (۱۳۹۱). «نگاهی اگزیستانسیالیستی به مسخ فرانتس کافکا و سگ ولگرد صادق هدایت». ششمین همایش پژوهشهای ادبی. سیویلیکا: ۱–۲۲. دریافت‌شده در ۲۶ ژانویهٔ ۲۰۱۶. (نیازمند آبونمان)
- صداقت‌رستمی، مصطفی (تیر ۱۳۹۱). «سگ ولگرد/سپید دندان آیا صادق هدایت سگ ولگرد را با تأثیر از سپید دندان جک لندن نوشته؟». گلستانه. پایگاه مجلات تخصصی نور (۱۹): ۸۷–۹۰. دریافت‌شده در ۲۲ دسامبر ۲۰۱۵. (نیازمند آبونمان)
- طاهری، قدرت‌الله؛ اسمعیلی‌نیا، فاطمه (تابستان ۱۳۹۲). «بازتاب جلوه‌های معناباختگی در آثار صادق هدایت». متن پژوهی ادبی. مگ‌ایران (۵۶): ۸۵–۱۰۶. شاپا 1735-1170. دریافت‌شده در ۲۵ فوریه ۲۰۱۶. (نیازمند آبونمان)
- علوی، بزرگ (فروردین و اردیبهشت ۱۳۸۲). «سگ ولگرد صادق هدایت». نافه (۴): ۲۴.
- فتحی، حسین (بهار ۱۳۹۰). «نشانه‌شناسی مرکززدایی و انزوای سوژه در داستان سگ ولگرد». ادب‌پژوهی. مگ‌ایران (۱۵): ۹۶–۸۳. شاپا 1735-8027. دریافت‌شده در ۷ فوریه ۲۰۱۶. (نیازمند آبونمان)
- کاتوزیان، محمدعلی همایون (بهار ۱۳۸۲). ««سگ ولگرد» هدایت». ایران‌شناسی. پایگاه مجلات تخصصی نور (۵۷): ۷۴–۸۴. دریافت‌شده در ۴ ژانویهٔ ۲۰۱۶. (نیازمند آبونمان)
- کریمی مطهر، جان الله (پاییز و زمستان ۱۳۸۰). «تأثیر آنتون چخوف بر ادبیات معاصر ایران». پژوهش ادبیات معاصر جهان. پایگاه مجلات تخصصی نور (۱۱): ۱۴۷–۱۵۶. شاپا 1026-0188. دریافت‌شده در ۷ ژانویهٔ ۲۰۱۶. (نیازمند آبونمان)
- موسوی، سید کاظم؛ همایون، فاطمه (زمستان ۱۳۸۸). «اگزیستانسیالیسم هدایت و بن‌بستِ نوستالژی در سگ ولگرد هدایت». ادب‌پژوهی. مگ‌ایران (۱۰): ۱۳۷–۱۵۶. شاپا 1735-8027. دریافت‌شده در ۴ فوریه ۲۰۱۶. (نیازمند آبونمان)
- نایب‌پور، کرم؛ ورقائیان، نغمه (زمستان ۱۳۹۱). «خوانش تطبیقی روسلان وفادار، تیمبوکتو و سگ ولگرد». پژوهش‌های نقد ادبی و سبک‌شناسی. مگ‌ایران (۲): ۱۶۱–۱۷۸. شاپا 2345-5403. دریافت‌شده در ۲۲ دسامبر ۲۰۱۵. (نیازمند آبونمان)